# Talamanca-Palmenlanzenotter
Die Talamanca-Palmenlanzenotter (Bothriechis nubestris), im Englischen als Talamancan Palm-Pitviper bezeichnet, ist eine Grubenotter aus der Gattung der Palmlanzenottern (Bothriechis). Die Art kommt endemisch in Costa Rica vor.

## Merkmale
Bothriechis nubestris ist eine kleine bis mittelgroße, relativ schlanke Viper und erreicht eine Gesamtlänge bis 92 Zentimeter. Der Körper ist vertikal leicht zusammengestaucht (im Querschnitt dreieckig) und läuft in einen kurzen Greifschwanz über. Der Kopf besitzt eine grüne Grundfarbe und ist bei Aufsicht dreieckig sowie deutlich vom Hals abgesetzt. Die Kopfoberseite ist bedeckt mit zahlreichen gekielten, asymmetrisch angeordneten kleinen Schuppen und schwarz gesprenkelt. Charakteristisch ist ein großes, nierenförmiges Supraokularschild (Scutum supraoculare) über jedem Auge und zwei bis vier Reihen kleiner, fragmentierter Schuppen zwischen dem unteren Rand des Auges und den Oberlippenschilden (Scuta supralabiale). Ober- und Unterlippenschilde sind grün und zeigen nur wenige schwarze Flecken. Die Augen sind verhältnismäßig groß, die Pupille ist vertikal elliptisch verengt. Die Iris ist stark schwarz gesprenkelt und daher nahezu komplett schwarz erscheinend. Vom Auge bis zum Mundwinkel zieht sich ein schwarzes Schläfenband. Zwischen Augen und Nasenloch befindet sich ein, für Grubenottern typisches, Grubenorgan zur Wahrnehmung von Wärmestrahlung.
Auf dem Körper zeigen sich dorsal unregelmäßige hellgelbe oder hellgrüne Flecken, die von schwarzen Flecken und Sprenkeln eingefasst sind. Darüber sind auf dem gesamten Körper schwarze, unregelmäßig große Flecken zu erkennen. Die Bauchseite ist hellgrün und fein schwarz gesprenkelt. Es sind 17 bis 23 Reihen gekielter Rückenschuppen um die Körpermitte, 150 bis 160 Ventralia (Bauchschilder) und 52 bis 64 nicht geteilte Subcaudalia (Unterschwanzschilder) vorhanden. Das Scutum anale ist geteilt.
Der Giftapparat besteht aus modifizierten Speicheldrüsen (Giftdrüsen), die über einen Giftkanal mit hohlen, einklappbaren Fangzähnen im vorderen Oberkiefer verbunden sind (solenoglyphe Zahnstellung). Bezüglich der Wirkungen des Toxingemischs von Bothriechis nubestris auf den Menschen liegen keine klinischen Erfahrungen vor.
Bothriechis nubestris tritt zumindest in einigen Regionen in unmittelbarer Nähe zur nahe verwandten Bothriechis nigroviridis auf. Beide Arten sind sich sehr ähnlich und morphologisch nur durch diskrete Merkmale zu unterscheiden.  Bothriechis nigroviridis besitzt in Abgrenzung zu B. nubestris 136 bis 149 Ventralschilde. Die Supraokularen von B. nigroviridis sind breit, nicht nierenförmig und stehen eng beieinander.

## Lebensweise
Bothriechis nubestris führt eine weitgehend nachtaktive, kletternde Lebensweise. Sie konnte in Lauerstellung bei der Ansitzjagd beobachtet werden. Dabei liegt sie mit aufgewickelten Körperschlingen auf einem Ast oder erhöhten Wurzel und wartet auf vorbeiziehende Beute. Zum Beutespektrum zählen Kleinsäuger, Echsen, Froschlurche und vermutlich auch kleine Vögel. Die Beute wird mit einem schnellen Biss gefangen und zwischen den Kiefern festgehalten, bis sie durch die einsetzende Giftwirkung immobilisiert wird.  Die Fortpflanzung erfolgt durch Ovoviviparie, Bothriechis nubestris bringt also lebende Jungschlangen zur Welt. Dabei kann der Wurf 5 bis 10 Jungschlangen umfassen.

## Vorkommen
Das Verbreitungsgebiet von Bothriechis nubestris erstreckt sich über Teile der nördlichen und östlichen sowie vermutlich auch zentralen Cordillera de Talamanca in Costa Rica. Fundorte der Art liegen in Höhen zwischen 2400 und 3000 Metern Höhe über dem Meeresspiegel. Als Typuslokalität wird San Isidro de El General (Provinz San José), auf circa 3000 Metern Höhe, angegeben. Besiedelte Habitate befinden sich meist in der Übergangszone zwischen Nebelwald und Bergregenwald.

## Taxonomie
Die wissenschaftliche Erstbeschreibung der Art erfolgte im Jahr 2016 durch Doan et al. Unterarten werden nicht aufgeführt. Der  Holotypus wurde 1973 von Peter Seigfried gesammelt. Populationen von Bothriechis nubestris wurden fälschlicherweise Bothriechis nigroviridis zugeordnet. Dass es sich jedoch um zwei verschiedene Arten handelt, konnte schließlich durch molekularbiologische Untersuchungen bestätigt werden.
Das Epitheton „nubestris“ kann mit „zu den Wolken gehörend“ übersetzt werden und besieht sich auf das Vorkommen im Bereich der Nebelwaldzone.